# اسکات شنکر
اسکات جی. شنکر (Scott J. Shenker) (متولد ۲۴ ژانویه ۱۹۵۶ در الکساندریا، ویرجینیا)، یک دانشمند علوم کامپیوتر آمریکایی و استاد علوم کامپیوتر در UC برکلی است. او همچنین رهبر گروه اینترنت توسعه‌پذیر در مؤسسه بین‌المللی علوم کامپیوتر در دانشگاه برکلی، کالیفرنیا است.
شنکر در طول دوران حرفه‌ی‌اش، در زمینه‌های تحقیق زمان‌بندی پردازنده‌های کم مصرف انرژی، شریک سازی منابع و شبکه سازی نرم‌افزاری سهم داشته‌است. در سال ۲۰۰۲ میلادی، او جایزه SIGCOMM را به عنوان قدردانی از «مشارکت او در طراحی و مهندسی اینترنت، تقویت همکاری‌های تحقیقاتی و به عنوان یک الگو برای تعهد و دقت فکری در تحقیقات شبکه سازی» دریافت کرد.
شنکر یک محقق بلندپایه ISI است. بر اساس گوگل اسکولار، او با مجموع بیش از ۱۰۰٬۰۰۰ ارجاع، یکی از پنج دانشمند علوم کامپیوتر آمریکایی است که بالاترین رتبه را دارند.

## زندگی‌نامه
شنکر لیسانسش را در سال ۱۹۷۸ از دانشگاه براون در رشته فیزیک و دکترایش را در سال ۱۹۸۳ میلادی در رشته فیزیک از دانشگاه شیکاگو دریافت کرد. در سال ۲۰۰۷ میلادی او از همان دانشگاه، دکترای افتخاری به‌دست‌آورد.
پس از کار کردن به عنوان دانشیار فوق دکترا در دانشگاه کرنل، او به جمع کارمندان تحقیقاتی زیراکس PARC پیوست. او در سال 1998 PARC را ترک کرده و در تأسیس مرکز AT&T برای تحقیقات اینترنت کمک کرد که بعداً به نام مرکز ICSI برای تحقیقات اینترنت (ICIR) تغییر نام یافت.
شنکر در سال ۱۹۹۵ میلادی در رشته زمان‌بندی پردازنده کم مصرف انرژی سهم گرفته و همراه با فرانسس یاو و آلن دیمیرز مقاله‌ای را در مورد زمان‌بندی مبتنی بر ضرب‌الاجل نوشتند.
اسکات شنکر در سال ۲۰۰۲ میلادی جایزه SIGCOMM را به عنوان قدردانی از «مشارکت او در طراحی و مهندسی اینترنت، تقویت همکاری‌های تحقیقاتی و به عنوان یک الگو برای تعهد و دقت فکری در تحقیقات شبکه سازی» دریافت کرد.
او در سال ۲۰۰۶ میلادی، جایزه IEEE اینترنت را برای «مشارکت در خصوص درک شریک سازی منابع در اینترنت» دریافت کرد.
او از اعضای ACM و IEEE و عضو آکادمی ملی مهندسی است. در سال ۲۰۱۶ او عضو آکادمی هنرها و علوم آمریکا شد. شنکر برادر استیفن شنکر (نظریه‌پرداز نظریه ریسمان‌ها) است.
شنکر رهبر جنبش برای شبکه‌سازی نرم‌افزاری (SDN) است. او یکی از مؤسسین بنیاد شبکه‌سازی باز (Open Networking Foundation) و شبکه‌های Nicira می‌باشد.